# Caloptilia isotoma
Caloptilia isotoma là một loài bướm đêm thuộc họ Gracillariidae. Loài này sinh sống ở Nigeria, Namibia, Zimbabwe và Nam Phi.